# 王崴
王崴（1975年3月16日—2005年9月24日），本名王晓春，网络作家、影评人。毕业于南开大学，曾就职于外交部、国家民委和中央电视台电影频道。各种作品超过100万字。